# طاق بست
طاق بست یادمانی تاریخی در افغانستان مربوط دوره غزنویان است. اصلاً دروازه قصر زمستانی شاهی آن دوره بوده که قلعه مذکور به صورت خام اعمار و صرف دروازه که فعلاً به‌ روایت اهالی منطقه به صفت طاق بست موجود است به صورت پخته اعمار گردیده بود که به مرور زمان در اثر اوضاع جوی (%۴۰) تخریب گردیده‌است.